# Konsolgesims

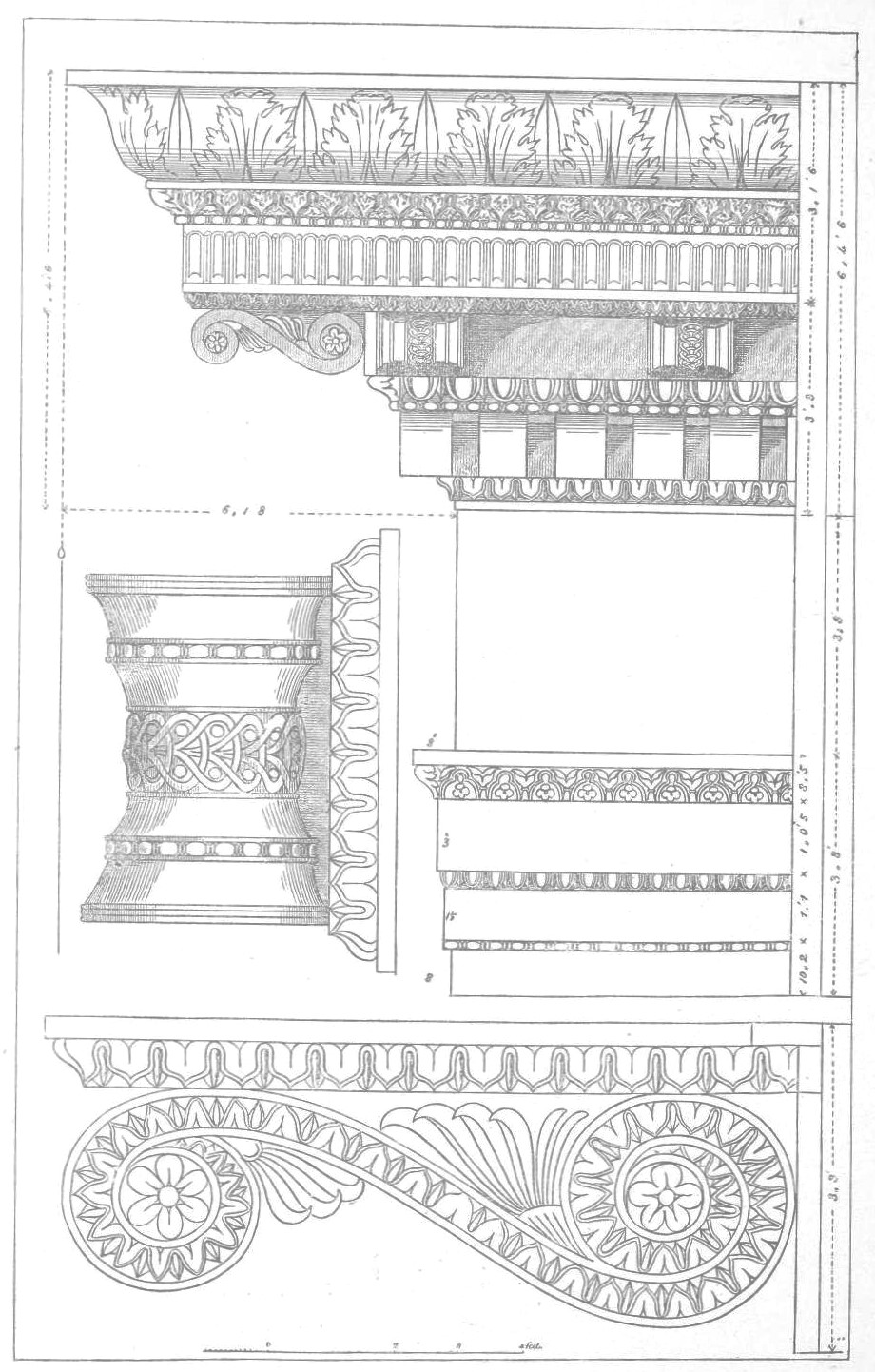
Konsolgesims am Concordia-Tempel in Rom, links und unten vergrößerte Frontal- und Seitenansicht einer reliefierte Zierkonsole (veröffentlicht von Constantin Uhde, 1904)

Ein Konsolgesims (Konsolgeison) ist in der klassischen Architektur ein ausladendes Gesims, das von Konsolen gestützt wird.

## Beschreibung und Geschichte
Das Konsolgesims erscheint im Fassadenschmuck eines Steingebäudes zumeist als oberer Abschluss im Zusammenhang mit dem Kranzgesims. Dabei wird die ausladende Deckplatte von Konsolen unterstützt, die ihren typologischen Ursprung in auskragenden, hölzernen Balkenköpfen haben. Die Konsolen zeigen in der Regel eine geschwungene Form, teilweise mit Voluten, Reliefschmuck und anderem Zierrat.

In der antiken römischen Baukunst trat das Konsolgesims an die Stelle des Zahnschnitts der kleinasiatisch-ionischen Ordnung. Dort sind zwischen den weitausladenden Konsolen in der Untersicht des Gesimses Kassetten mit Blumen oder Rosetten eingefügt. in der nachantiken Architektur erscheinen Konsolgesime an Palastbauten der italienischen Renaissance und bei Gebäuden des Klassizismus sowie nachfolgend in den Neostilen des Historismus.

Beispiele
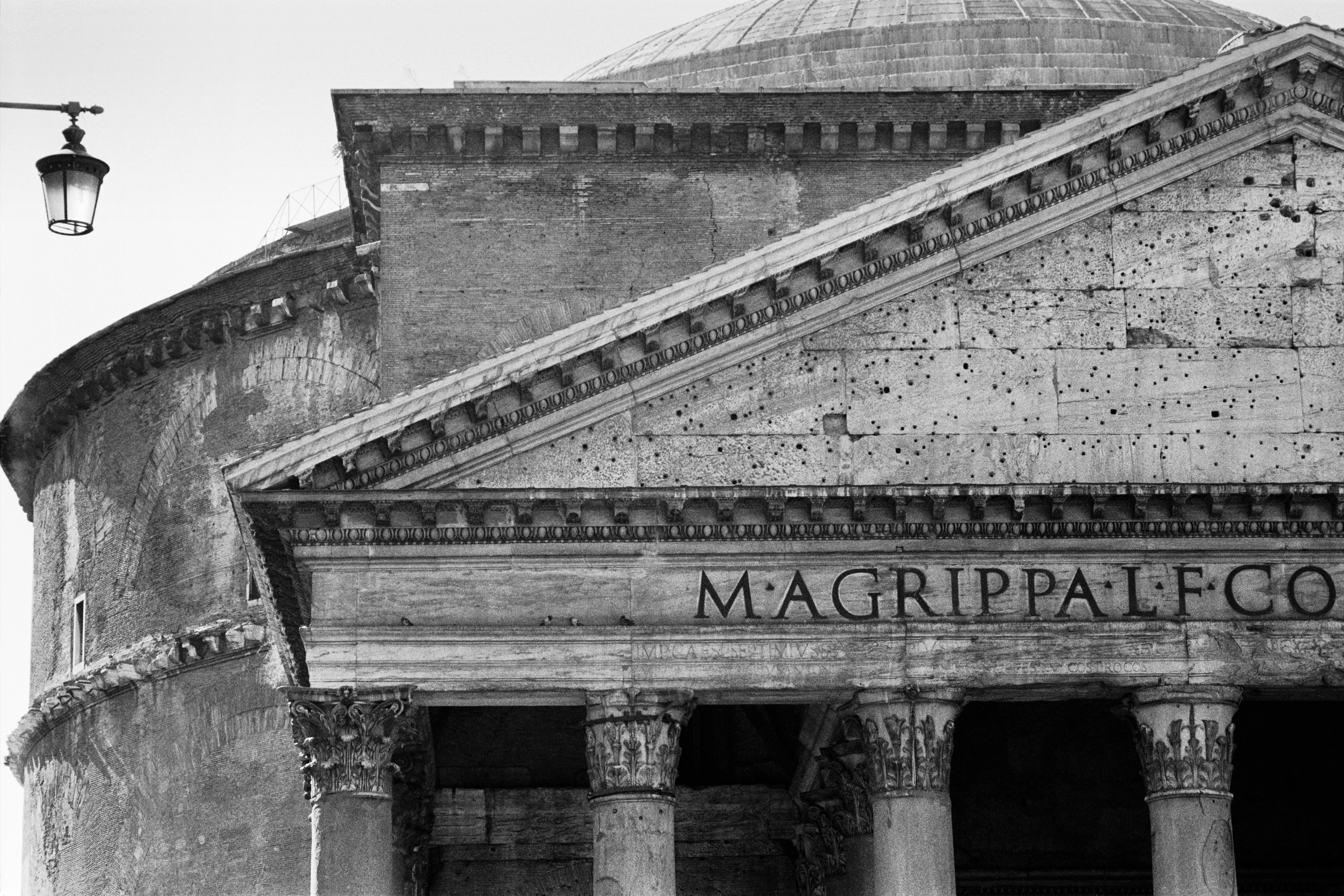
Konsolgesimse am Pantheon, Rom
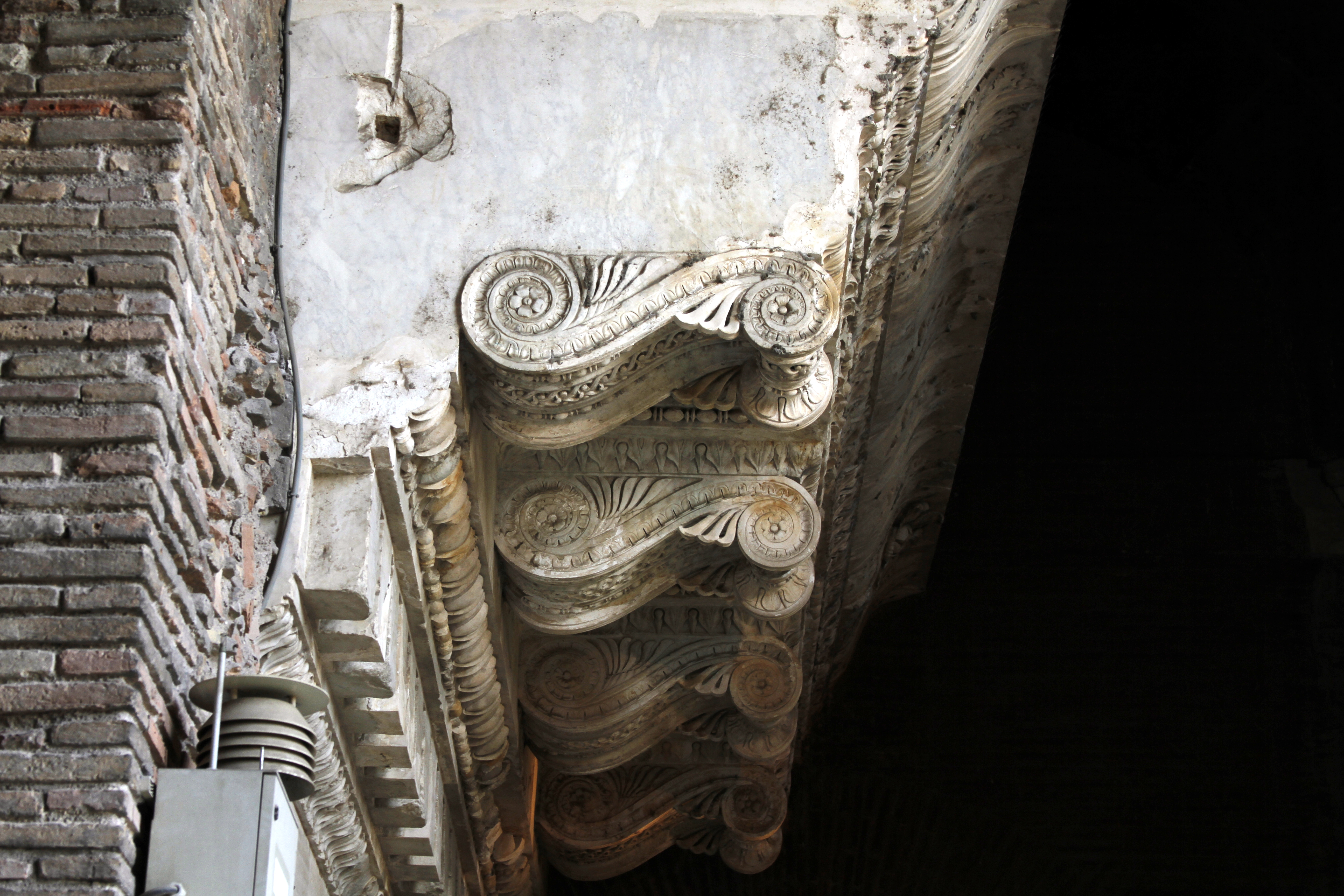
Concordia-Tempel, Rom
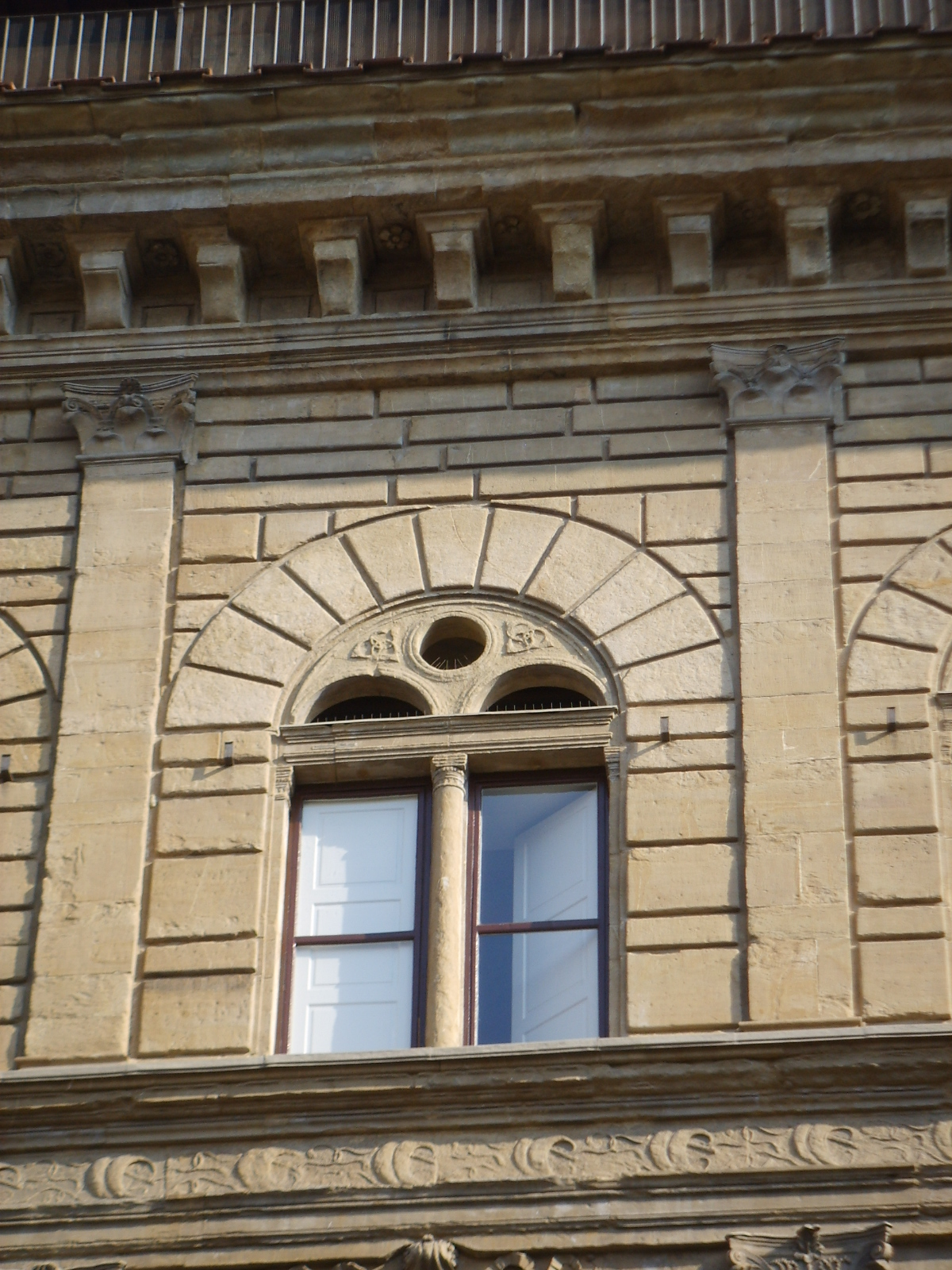
Palazzo Rucellai, Florenz
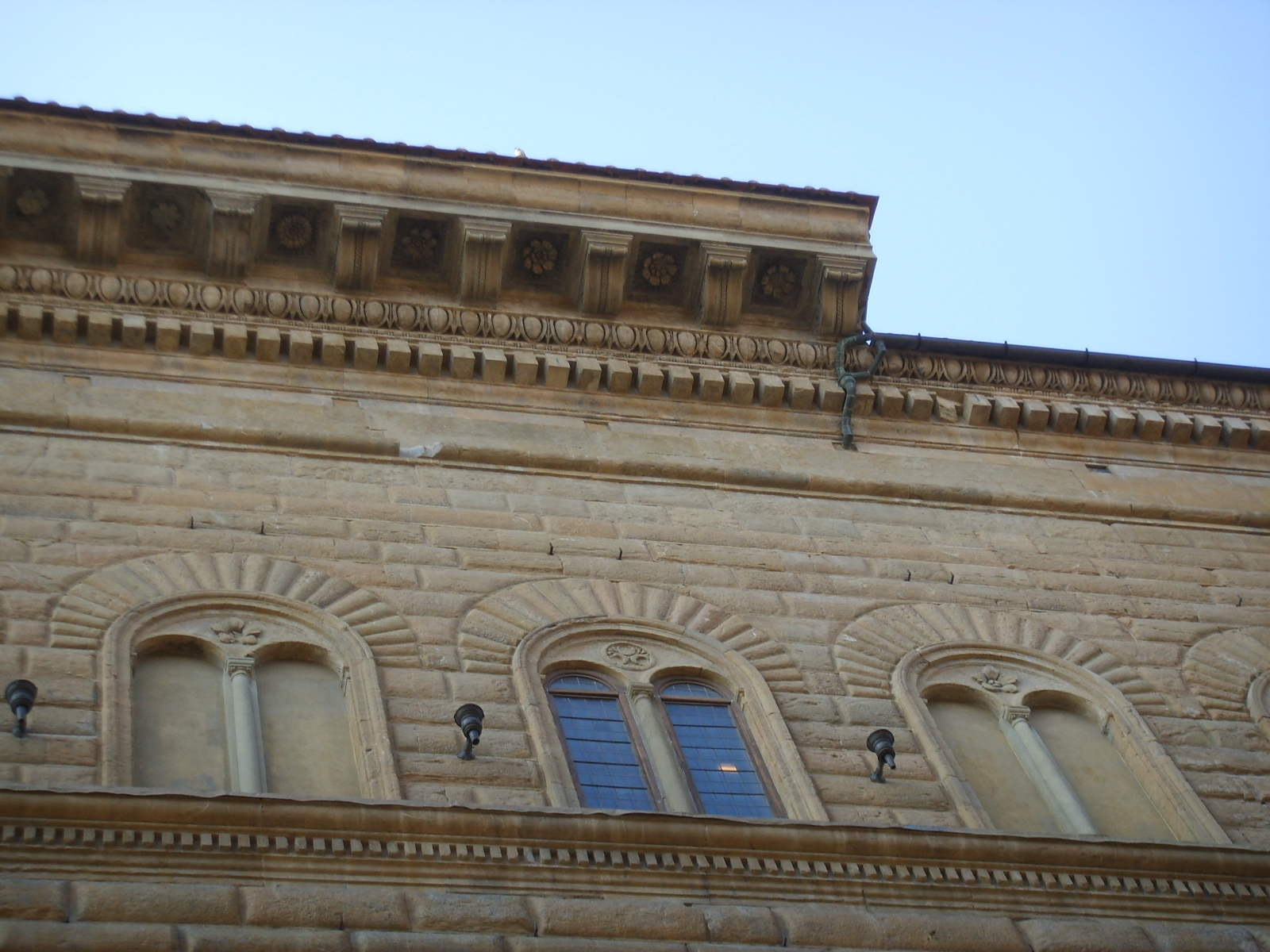
Palazzo Strozzi, Florenz
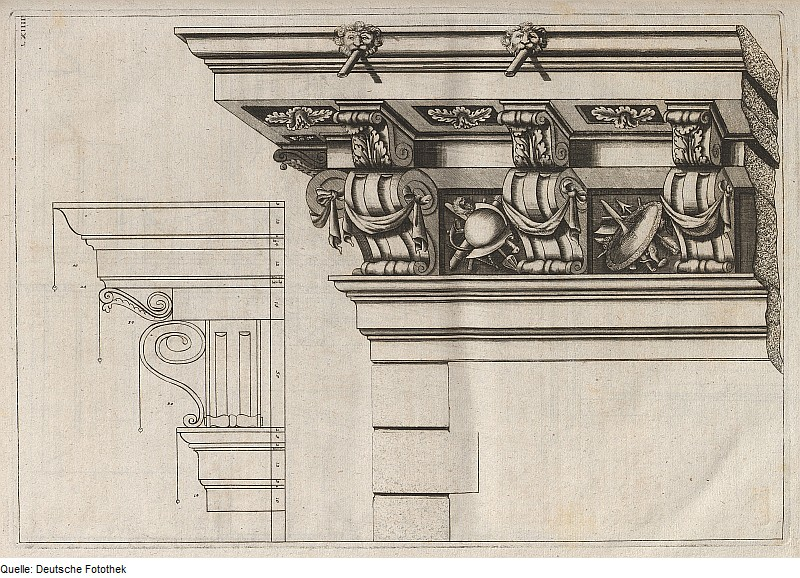
Konsolgesims in einem Architekturtraktak (Charles Philippe Dieussart, 1692)
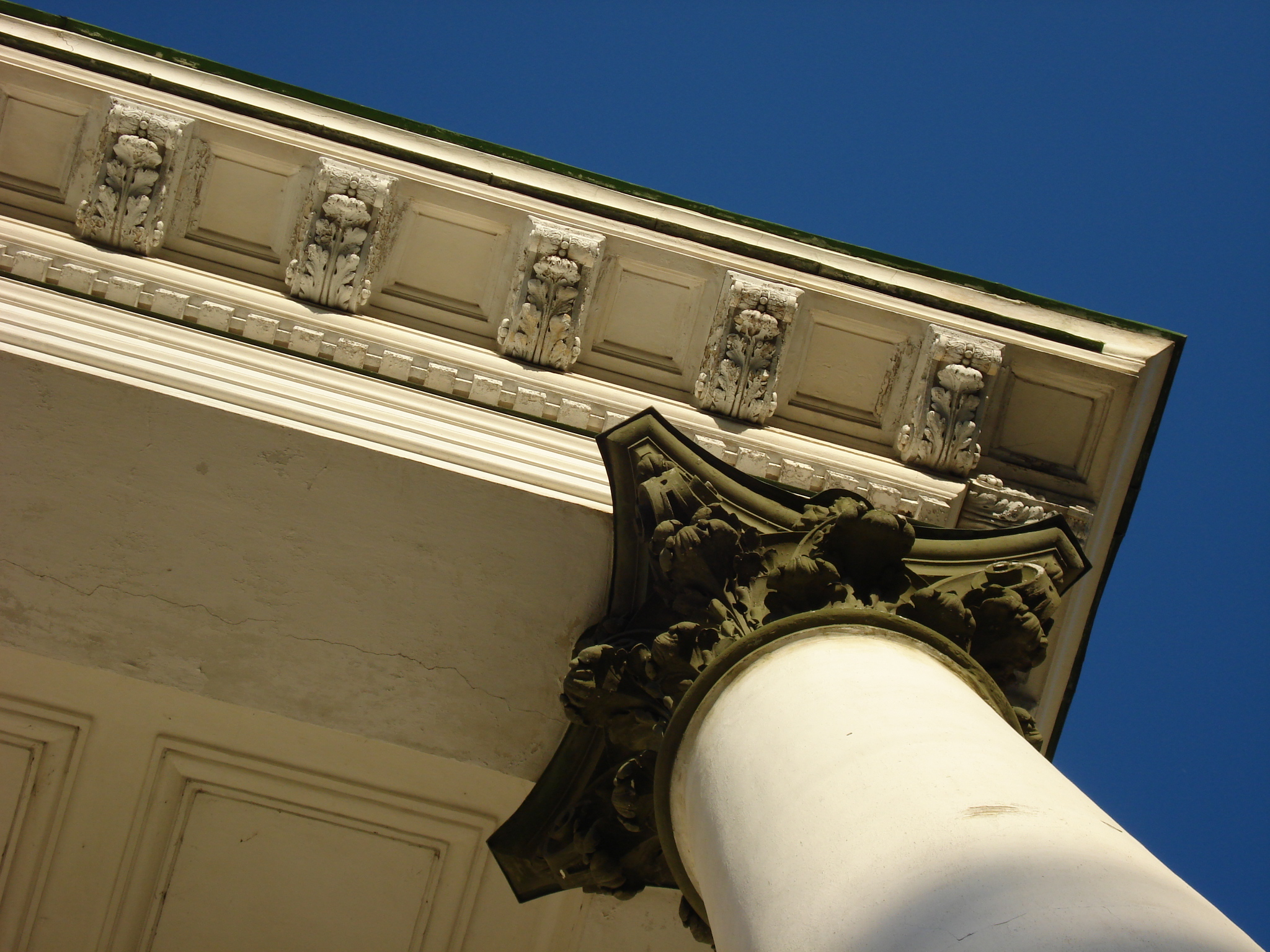
Dreifaltigkeits-Kathedrale, Sumy

Eine mittelalterliche Abstaktion des klassischen Konsolgesimses ist der Konsolenfries, der keine tragende Funktion aufweist.